# Burlington-Rock Island Railroad
Le Burlington-Rock Island Railroad (sigle de l'AAR: BRI) était un chemin de fer américain de classe I qui opérait dans le Texas. Il fit faillite en 1964. Son réseau fut repris par le Burlington Northern Railroad en 1982.

## Les origines
L'ancètre du BRI fut le Trinity and Brazos Valley Railway (T&BV), créé le 17 octobre 1902. Sa première ligne longue de 141 km, reliait Cleburne à Mexia, Texas et fut achevée en janvier 1904. Due à un manque de capitaux pour achever le projet, il fut acquis par le Colorado and Southern Railway en aout 1905, lequel finit par vendre 50 % des parts du BRI au Chicago, Burlington and Quincy Railroad CB&Q. Puis le Colorado and Southern Railway fut lui-même racheté par le Chicago, Rock Island and Pacific Railroad (alias Rock Island, ou RI) en 1908.
Grâce à l'apport de fond procuré par ces riches partenaires financiers, la ligne du T&BV fut prolongée en 1907 de Mexia à Huston, avec un ajout de voie entre Waxahachie et Teague. Des droits de passages furent accordés à d'autres chemins de fer se connectant au T&BV sur les sections: Waxahachie/Dallas, Cleburne/Fort Worth et Houston/Galveston.
Avec la survenue de problèmes financiers résultant de revenus insuffisants, le T&BV fut placé en redressement judiciaire en 1914. Plusieurs administrateurs judiciaires se succédèrent jusqu'à l'arrivée en 1919 de Gen. John A. Hulen qui commença à améliorer les comptes.

## Un nouveau départ
Le T&BV fut réorganisé le 7 juillet 1930 en Burlington-Rock Island Railroad. Comme son prédécesseur, le BRI était contrôlé conjointement par le Chicago, Burlington and Quincy Railroad (CB&Q) et le Chicago, Rock Island and Pacific Railroad (Rock Island). Son nom fut inspiré par ceux de ses propriétaires, et il exploitait un réseau de 485 km en 1930. Le management du BRI était assuré alternativement tous les 5 ans par ses compagnies parentes, et ce fut le RI qui commença. Hulen devint le premier président du BRI. Rapidement la ligne d'origine Cleburne/Mexia fut abandonnée. 
Le CB&Q en partenariat avec le BRI, inaugura le 1er octobre 1936, le Sam Houston Zephyr, premier train de voyageurs du Texas, reliant Dallas-Fort Worth à Houston. En 1937 ce fut le RI qui fit de même avec son Texas Rocket sur le même trajet; puis il le remplaça en janvier 1945 par le Twin Star Rocket reliant Houston à Minneapolis, Minnesota-Saint Paul, Minnesota. 
En 1950, le BRI s'associa au Fort Worth and Denver Railway pour louer la section Teague/Houston.
Le BRI finit par faire faillite en avril 1964 et fut racheté par ses compagnies parentes. Mais en 1965, le CB&Q se retira, laissant ses actifs aux Rock Island et au Fort Worth and Denver Railway.
Après la dissolution du Rock Island le 31 mars 1980, le Fort Worth and Denver Railway reprit le contrôle, avant de se faire racheté par le Burlington Northern le 31 décembre 1982. 

## Les trains de voyageurs: Zephyrs et Rockets
- Sam Houston Zephyr (Dallas-Fort Worth–Houston) (avec le CB&Q)
- Texas Rocket (Dallas-Fort Worth–Houston) (avec le Rock Island)
- Twin Star Rocket (Houston–Minneapolis-St. Paul) (avec le Rock Island)